# 산토스 라구나
산토스 라구나(Santos Laguna)는 멕시코 코아우일라주와 두랑고주에 걸쳐있는 코마카 라구나 지역을 연고로 하는 축구 클럽이다. 이 팀은 1983년에 창단되었으며, 현재 리가 MX에 출전하고 있다.

## 선수 명단

### 현역
참고: FIFA 자격 규정에 따라 소속된 국가대표팀 국기를 표시합니다. 선수는 복수의 FIFA 비회원국 국적을 가지고 있을 수 있습니다.
| 번호 | 포지션 | 국적     | 이름                   |
| ---- | ------ | -------- | ---------------------- |
| 2    | DF     |          | 브루노 아미오네        |
| 4    | DF     |          | 산티아고 미사엘 누녜스 |
| 10   | MF     | 우루과이 | 프랑코 파군데즈        |

| 번호 | 포지션 | 국적 | 이름            |
| ---- | ------ | ---- | --------------- |
| 18   | MF     | 페루 | 페드로 아키노   |
| 19   | FW     |      | 산티아고 무뇨스 |
| 26   | MF     |      | 라미로 소르도   |

## 역대 감독
| 감독               | 임기        |
| ------------------ | ----------- |
| 루벤 오마르 로마노 | 2010 ~ 2011 |
| 파코 아예스테란    | 2015        |

## 같이 보기
- 산투스 FC

틀:산토스 라구나 선수 명단